# MBK Dinamo Mosca
La MBK Dinamo Mosca (in russo МБК Динамо Москва?) è stata una squadra russa di pallacanestro. La MBK era il settore maschile della società Dinamo Mosca. Nel 2011 è stata esclusa per ragioni finanziarie dalla Superliga A, massima serie del campionato russo. Nella stagione 2011-2012 milita nella Vysšaja liga, terza serie del campionato.

## Storia
Fondata nel 1923, quando la Russia era parte dell'Unione Sovietica, la Dinamo Mosca è la più antica società sportiva del paese; la sua importanza raggiunse ed oltrepassò in breve i confini nazionali.
Nel 1937 e nel 1948 la Dinamo vinse il campionato sovietico, raggiungendo la finale anche in un'altra occasione. Negli anni successivi, pur non tornando a vincere, si mantenne al livello delle più forti squadre del continente, ed arrivò terza in varie occasioni sia nel Campionato che nella Coppa dell'Unione Sovietica. Nel 1968 accedette alla finale della Saporta Cup, persa contro lo Slavia Praga.
Seguì, dagli anni '80 fino agli anni '90 un periodo privo di rilevanti risultati, culminato con una crisi che portò nel 1997 al fallimento della società per motivi finanziari.
La Dinamo Mosca risorse nel 2001; partecipò al campionato di seconda divisione e, dopo averlo vinto quello stesso anno, riapprodò già nel 2002 alla Super League. Nel 2006 ha archiviato il risultato più prestigioso della sua storia, vincendo la ULEB Cup.
Si è sciolta nel 2016.

## Palmarès

### Nazionali
- Campionato sovietico: 2

1937, 1948

### Internazionali
- ULEB Cup: 1

2005-06

## Roster 2009-2010
| N° | Naz.              | Ruolo | Sportivo           |  | Alt. |  |
| -- | ----------------- | ----- | ------------------ |  | ---- |  |
| 7  | Russia (bandiera) | G     | Dmitrij Chvostov   |  | 190  |  |
| 8  | Russia (bandiera) | G     | Igor Syrovatko     |  | 192  |  |
| 10 | Russia (bandiera) | G     | Sergej Bykov       |  | 190  |  |
| 12 | Russia (bandiera) | AP    | Sergej Monja       |  | 202  |  |
| 14 | Russia (bandiera) | G     | Dmitrij Domani     |  | 200  |  |
| 15 | Russia (bandiera) | C     | Aleksej Savrasenko |  | 215  |  |
| 17 | Russia (bandiera) | AG    | Jurij Vasil'ev     |  | 207  |  |
| 22 | Russia (bandiera) | C     | Aleksej Žukanenko  |  | 210  |  |
| 23 | Russia (bandiera) | G     | Vladimir Shevel    |  | 200  |  |
| 30 | Russia (bandiera) | P     | Anton Glazunov     |  | 182  |  |